# 小丑哭泣的那天
《小丑哭泣的那天》（英語：The Day the Clown Cried）是一部1972年製作的瑞典—法國合拍劇情片，由傑利·路易斯自導自演，講述一名馬戲團小丑被囚禁於納粹集中營的故事。本片劇本由瓊·奧布萊恩（Joan O'Brien）與查爾斯·丹頓創作，奧布萊恩提供原始故事構想，路易斯則在後期補充部分內容。
由於題材極具爭議，加上製作過程困難重重、資金短缺，最終導致路易斯與奧布萊恩發生衝突。根據部分記載，這部電影實際上從未正式完成，只存在粗剪版本；而路易斯與奧布萊恩之間也始終未能就版權授權達成協議。由於這些原因，《小丑哭泣的那天》被視為影史上最著名的未完成電影之一。多年來，該片一直備受路易斯的影迷、電影史學家、電影保存人士及大屠殺研究學者關注。儘管路易斯多次公開表示電影永不公開，但他最終仍於2015年將一份不完整拷貝捐贈給美國國會圖書館，並規定不得於2024年6月前對外放映。 此後，歷年來已有多部紀錄片引用過該片的部分影像片段。
2024年8月，國會圖書館向記者班傑明·查爾斯·傑曼·李（Benjamin Charles Germain Lee）放映了館藏長達五小時的素材。李在隨後發表的文章中指出，現存內容依然零散，館藏並不存在完整成片。2025年5月28日，瑞典期刊《偶像期刊》及瑞典电视台文化新聞節目披露，演員漢斯·克里斯賓持有本片的完整工作拷貝版。克里斯平曾於1980年在歐洲電影公司工作時偷錄瑞典段落的八卷拷貝，1990年又意外從一名前同事手中獲得開場法國段落的拷貝，最終湊齊全片。他其後向媒體公開放映，以證實電影完整性。2025年6月17日，又有消息指出該拷貝已以「不高的價格」售出，但克里斯平並未透露買家身份。

## 劇情大綱
第二次世界大戰初期，德國馬戲團小丑赫爾穆特·杜克（Helmut Doork）跟隨著林林兄弟馬戲團在北美及歐洲巡迴演出，一度風光無限，但如今已失去昔日榮耀而備受冷落。一次演出中，杜克發生意外，導致整個團隊遭到牽連，團內首席小丑遂說服馬戲團老闆將他降職。回家後，他向妻子艾達（Ada）傾訴心情，妻子則勸他應堅守自己的權益。杜克回到馬戲團時，無意間聽見老闆在首席小丑的施壓下決定開除自己。心灰意冷的他在酒吧醉酒嘲諷阿道夫·希特勒，但隨即被蓋世太保和黨衛隊逮捕，押送至納粹政治犯集中營。在營中，杜克度過三至四年，始終等待審判與辯解的機會。
為了維持自尊，杜克經常向其他囚犯吹噓自己昔日的演藝成就。他在營中唯一的朋友是德國人約翰·凱特納（Johann Keltner），雖然入獄原因不明，但暗示是因公開反對納粹政權。某日，大批猶太囚犯被送入營區，其中包括許多兒童。其他囚犯鼓勵杜克為他們表演，然而他未察覺自己的技藝已大不如前，結果遭同伴嘲笑並毆打，隨後被棄置在院中。此時，他注意到營區另一側的猶太兒童隔著鐵絲網偷偷觀望，並對他露出笑容。久違的認可讓杜克倍感欣慰，他開始為孩子們表演，短暫贏得了觀眾的歡心。可惜新任營區指揮官很快下令禁止他繼續這樣做。
杜克得知與猶太囚犯接觸屬於違反命令，但仍不忍見兒童失望，選擇偷偷持續表演。一次演出中，黨衛隊守衛闖入驅散人群，並將他擊昏，同時警告孩子們遠離鐵絲網。凱特納見狀憤而反抗，卻被制服並遭毆打致死。杜克因此遭單獨監禁。不久後，指揮官發現杜克仍有利用價值，指派他負責將猶太兒童送上離營的火車，並承諾會重新審查他的案件。
在一次作業中，杜克意外與兒童一同被送上前往奥斯威辛集中营的貨車，最終被迫以類似《花衣魔笛手》般的方式，引導孩子們走向毒气室。杜克明白這群孩子即將面臨的命運，於是懇求守衛讓他陪伴孩子們走完最後的時光。他帶領孩子們走入偽裝成「淋浴間」的毒氣室，內心期盼奇蹟出現，然而最終未能改變結局。杜克滿懷悔恨，握著一名小女孩的手，與所有孩子一同走進了毒氣室。

## 演員
- 傑瑞·路易斯 飾 赫爾穆特·杜克（Helmut Doork）
- 哈里特·安德森 飾 艾達·杜克（Ada Doork）
- 安東·迪夫林（英语：Anton Diffring） 飾 貝斯特勒上校（Colonel Bestler）
- 烏爾夫·帕爾梅（英语：Ulf Palme） 飾 約翰·凱特納（Johann Keltner）
- 皮埃尔·埃泰 飾 「偉大的古斯塔夫」（Gustav the Great）
- 托馬斯·博爾梅（英语：Tomas Bolme） 飾 阿道夫（Adolf）
- 約納斯·貝里斯特倫（英语：Jonas Bergström） 飾 法蘭茲（Franz）
- 博·布倫丁（英语：Bo Brundin） 飾 路德維希（Ludwig）
- 拉斯·安布爾（英语：Lars Amble） 飾 集中營守衛
- 斯文·林德伯格（英语：Sven Lindberg）、弗雷德里克·奧爾松（英语：Fredrik Ohlsson） 飾 德軍軍官[11]
- 烏爾夫·帕爾梅（英语：Ulf Palme）、約翰·埃爾夫斯特倫（英语：John Elfström）、托爾·伊塞達爾（英语：Tor Isedal）、柯特·布羅貝里（Curt Broberg）、烏爾夫·馮·茲維格貝格（Ulf von Zweigbergk） 飾 囚犯[11]
- 海因茨·霍普夫、卡爾·比爾奎斯特（英语：Carl Billquist） 飾 蓋世太保軍官[11]
- 尼爾斯·埃克倫（英语：Nils Eklund） 飾 酒保[11]
- 埃吉爾·霍爾姆森（英语：Egil Holmsen） 飾 集中營守衛[11]
- 奧克·林德曼（英语：Åke Lindman） 飾 魁梧囚犯[11]

## 製作

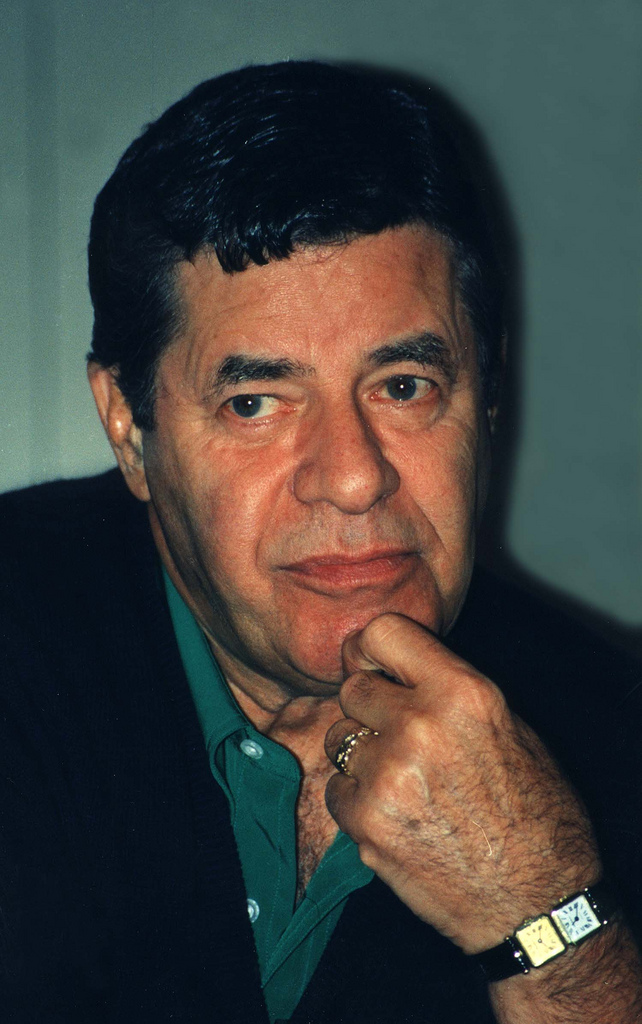
傑瑞·路易斯，本作導演。

1971年，傑瑞·路易斯在奧林匹亞劇院演出期間與製片人納特·瓦西伯格（Nat Wachsberger）會面。瓦西伯格提出由路易斯主演並執導本片，並承諾由其製作公司與歐洲電影公司（Europa Studios）全額資助製作。在向路易斯提出邀約之前，製片方曾接觸過巴比·达林、米爾頓·伯利和迪克·范·戴克等演員，但皆遭拒絕。
路易斯起初對出演猶豫不決，尤其是在閱讀劇本後感受到沉重壓力。他在自傳《Jerry Lewis in Person》中回憶：「想到要飾演赫爾穆特這個角色，依然令我膽顫心驚。」他認為自己以喜劇見長，難以駕馭本片沉重的題材。他曾對瓦西伯格說道：
為什麼不試著邀請劳伦斯·奥利维尔呢？他飾演《哈姆雷特》時，也不覺得被掐死有什麼困難。我的專長是喜劇，瓦西伯格先生，而你卻要我把無助的孩子送進毒氣室？哈哈，這有什麼好笑的──我該怎麼演？——傑瑞·路易斯
然而，在重新閱讀瓊·奧布萊恩（Joan O'Brien）與查爾斯·丹頓（Charles Denton）的初稿後，路易斯認為這部電影能真實展現大屠殺的恐怖，意義重大，於是決定參與演出。正式開拍前，他需履行與飯店的合約，在拉斯維加斯的凯撒宫酒店演出一個月。1972年2月，他參觀了奧斯威辛集中營與達豪集中營遺址，並在巴黎拍攝部分外景，同時持續修改劇本。為了角色減重，他以葡萄柚為主食，六週內成功瘦身35磅（約16公斤）。

### 拍攝
電影主体拍摄於1972年4月在瑞典展開，但拍攝過程困難重重。拍攝器材時而遺失，時而延誤送達，資金也一直不到位。雖然瓦西伯格多次向路易斯保證資金即將到賬，卻始終未曾親自現身片場。瓦西伯格在電影完成前資金已耗盡，且其製作權選擇權在開拍前便已失效。雖然他曾支付奧布萊恩最初5,000美元酬金，卻未支付製作前應付的另外3萬美元。路易斯聲稱自己動用了200萬美元資金完成拍攝工作，但各方始終未能達成讓電影得以上映的協議。奧布萊恩曾觀看電影粗剪版本以評估是否授權發行，認為成片不宜公開，遂拒絕與製片方或路易斯簽訂針對該「未經授權衍生作品」的授權協議。
拍攝結束後，路易斯向媒體表示瓦克斯伯格未履行財務義務，也未正式承諾製片。瓦克斯伯格則以威脅提出違反合約訴訟回應，宣稱自己有足夠資金在沒有路易斯參與下完成並發行電影。為確保電影不致遺失，路易斯帶走一份粗剪版本，而製片廠則保留完整底片。
1973年2月23日，路易斯作為嘉賓登上《迪克·卡維特秀》，表示電影剪輯工作尚需六至七週完成，並已獲邀於當年5月的坎城影展首映，隨後將在美國上映。
然而，電影最終未曾正式上映，主要因無法取得奧布萊恩的原始劇本權利，因此至今仍無法發行。

## 評論與改動

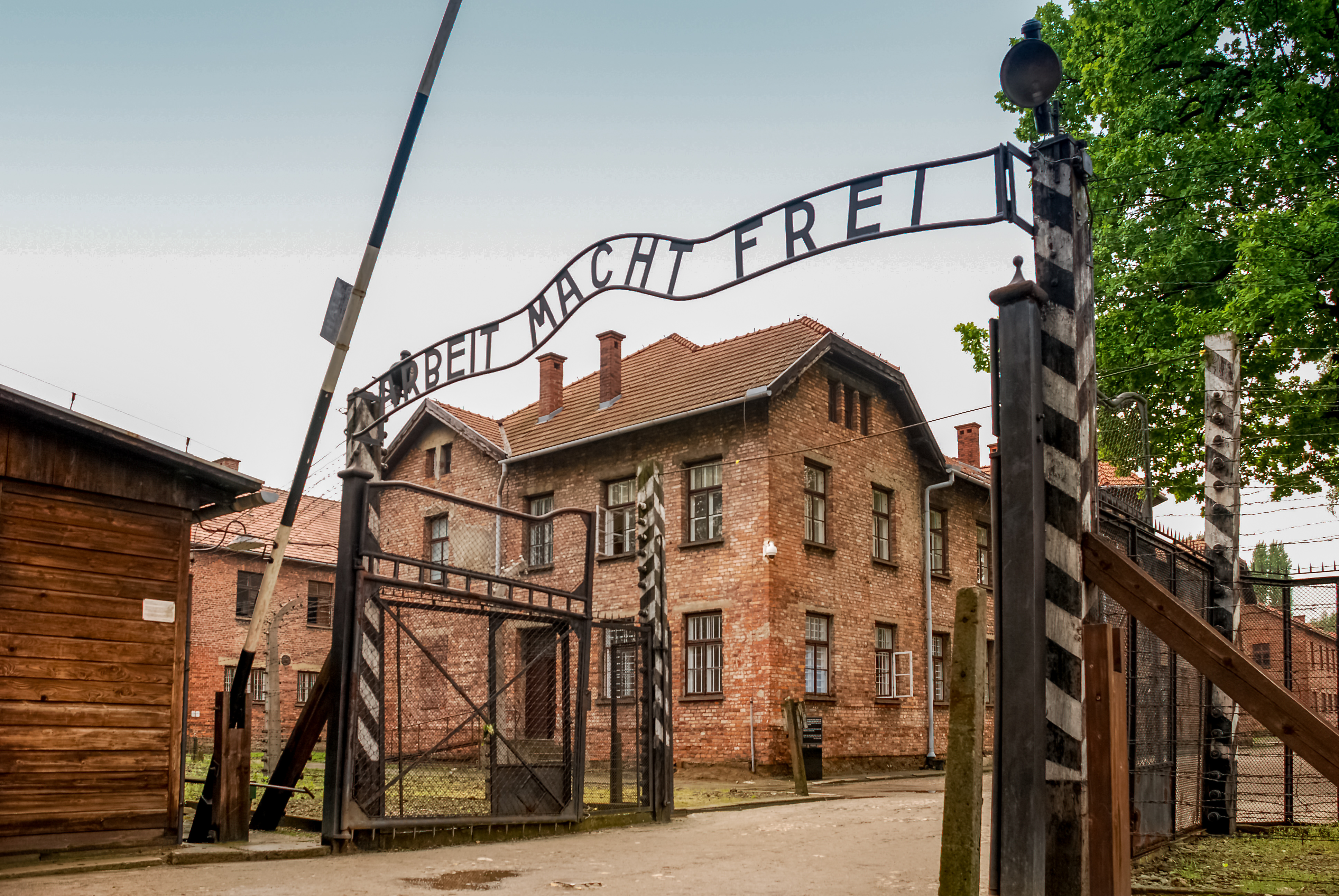
奧斯維辛集中營即為本片故事的主要場景。

1992年5月，《間諜雜誌》刊登了一篇文章，引用了1979年曾看過本片粗剪版本的喜劇演員哈里·希勒的評論：
對於這類作品，多數情況下概念或期待往往比最終成品來得出色。然而，看這部電影的經驗真是震撼，因為你很少有機會見證一個「完美的失敗品」。這部電影錯誤百出，悲劇與喜劇元素嚴重錯置，以至於即使你想像它會有多糟糕，也無法比真實成品更離譜。你看完只能無奈地說：「喔，我的天啊！」——哈利·希勒，《間諜雜誌》，1992年
對於大多數此類作品，你會發現概念或期待往往比成品更好。然而觀看這部電影的體驗真的是令人震撼，因為你很少有機會見證一個「完美的對象」。這是一個完美的對象。這部電影的錯誤程度極高，其悲情與喜劇元素嚴重錯置，以至於即使你幻想它會多麼糟糕，實際成品仍遠超預期的錯誤程度。你只能說：「喔，我的天啊！」——哈利·希勒，《間諜雜誌》，1992年
希勒當時並不認識路易斯，但推測他拍攝此片的動機或許是因為「奧斯卡獎不可能忽視這部作品」。談到整體感受時，他形容這部電影「就像你飛到提華納，突然看到一幅描繪奧斯威辛集中營的黑絨畫。你會想：『我的天啊，這到底怎麼回事？』這片既不好笑，也談不上是一部好作品，而是有人用錯誤的方式過度努力地表達某種強烈的情感。」
文章同時引述了瓊·奧布萊恩（Joan O'Brien）的看法，他認為自己所見的粗剪版本簡直是一場「災難」。她表示，自己與原劇本共同作者查爾斯·丹頓（Charles Denton）絕不會允許這樣的電影上映，部分原因是路易斯對劇本的大幅修改，讓主角變得更具同情心，變得像埃米特·凱利一樣。
原劇本中，主角是一位名叫卡爾·施密特（Karl Schmidt），性格傲慢自私的小丑，奧布萊恩形容他是個「十足的混蛋」。劇情講述他企圖藉由與馬戲團團長妻子的關係爬升職位，並在因嘲笑希特勒被審問後，背叛了幾乎所有認識的人。奧布萊恩指出，最初的故事是關於一個自私男子尋求救贖的過程，但路易斯幾乎將劇情全面改寫，轉而拍成一部風格接近《大独裁者》的卓別林式黑色喜劇。

### 歷史爭議與後續評價
自1949年至1972年，路易斯主要以棍棒喜劇和視覺笑話聞名。儘管他曾表示《小丑哭泣的那天》是一部嚴肅劇情片，外界仍普遍擔憂他會將嚴峻而駭人的歷史事件變成不敬的笑料。距離他首次主演重要戲劇作品《喜劇之王》尚有十年，因此有人質疑他是否勝任此角。
不過，導演尚盧·高達在接受迪克·卡維特訪談時表示：「這是個偉大的構想」，「一個美麗的想法」，並認為路易斯「理應獲得支持」。
2001年6月，《SPIN雜誌》刊登鮑曼·哈斯蒂（Bowman Hastie）撰寫的〈Always Leave 'Em Laughing〉一文，討論與本片主題相近、於路易斯拍攝《小丑哭泣的那天》二十多年後上映的《美麗人生》及《善意的謊言》。文中指出：「這三部電影毫不掩飾地以大屠殺及兒童面臨死亡的情節，展現主角自我犧牲與人性光輝，但只有路易斯的作品遭受批評。」
同篇文章中，喜劇演員珍妮恩·賈羅法羅指出，另一個長期困擾本片製作的問題是「嘲諷」。路易斯一向是個爭議人物，擁有不少反對者。賈羅法羅表示：「路易斯公開批評年輕喜劇演員……這反而助長了《小丑哭泣的那天》迷戀者的熱情。」曾有劇本在喜劇俱樂部公開朗讀，但後因收到（非由路易斯發出的）停止並終止通知而被迫中止，卻意外成為嘲弄本片的素材。加上過去四十年來不斷流傳的玩笑與對路易斯的質疑，使這部電影形成一種扭曲的觀感。
2006年，作家兼編輯勞倫斯·李維（Lawrence Levi）回憶起1991年麥可·巴克利（Michael Barclay）訪談計畫重製《小丑哭泣的那天》的經過，寫道：「《小丑哭泣的那天》的劇本相當出色……外界對這部片的多數評論既錯誤又不公，尤其對哈利·希勒在1992年《間諜雜誌》中所言，讓他感到十分憤怒。」
2012年7月18日，法國導演札維耶·賈諾利在法國國際廣播電台電影節目《Pendant les travaux, le cinéma reste ouvert》中透露，他找到了一份時長75分鐘的拷貝，並已向包括法國影評人尚-米歇爾·弗羅東在內的部分觀眾放映。2013年，弗羅東於穆雷·波默蘭斯（Murray Pomerance）主編的文集《The Last Laugh. Strange Humors of Cinema》發表文章〈Jerry Made his Day〉，其法文版〈Le Jour de Jerry, et la nuit〉後刊載於影視期刊《Trafic》。
在2017年刊登於《名利場雜誌》的訪談中，弗羅東表示，他曾在2004或2005年間看過賈諾利持有的拷貝，雖然不清楚電影的取得方式，賈諾利本人則拒絕置評。弗羅東指出，當時所見版本顯然是早期粗剪本，但大致符合公開的劇本，且似乎未缺失任何主要劇情。他觀看後的感受如下：
我相信這是一部非常出色的作品。這是一部既有趣又重要的電影，題材（即大屠殺）非常大膽，但更進一步地，它講述了一位畢生致力逗人發笑的男子，開始質疑「讓人發笑」本質的故事。我認為這是一部苦澀且令人不安的電影，這也是為什麼曾看過成片或片段（包括劇本作者）的人會對它如此嚴厲。——尚-米歇爾·弗羅東，《名利場雜誌》2017年
弗羅東進一步否認該片帶有過度煽情，認為電影「意義深遠」，並表示路易斯「並非自我陶醉，而是在自我諷刺。他飾演的是一個極不討喜的角色，自私且愚蠢……電影透過造型化的場景（包括服裝與布景）對一些真正嚴肅的問題給出電影化的回應。它不追求寫實，反而呈現明顯的童話色彩——不是『童話』，而是『寓言』……其中部分細節宛如格林兄弟的故事。」他同時指出，電影的表演風格與美國觀眾對路易斯的既定印象差異甚大，這是該片在美國引發強烈負面反應的原因之一。該片亦是最早直接處理大屠殺並呈現納粹集中營的主流電影之一。

### 路易斯的回應
由於本片長期籠罩謎團，路易斯數十年來不斷面對媒體追問。他曾直言這是一部失敗之作，是一次藝術上的挫敗，因為「我失去了魔力」。在《娛樂周刊》的訪談中，他說：「你永遠不會看到它。沒有人會看到它，因為我對這部作品的糟糕程度感到羞愧。」
2001年，一名「好奇的起鬨者」在路易斯的勵志演講中提及該片，暗示聽說它或許最終會上映。路易斯怒斥：「關你他媽什麼事！」 同年，一名記者透過傳真詢問該片相關資訊，路易斯親自回電，嚴厲表示：「討論這部電影，免談！想看任何片段，更是免談！」
2012年10月，澳洲製片公司Traces Films錄製了一段關於《小丑哭泣的那天》的訪談，這是路易斯最坦率且情緒化的談話之一。他親口分享接拍本片的動機及拍攝過程中的心路歷程：
如果能再來一次，我會再做。我當時以為每家片廠都會想要這部片，結果卻完全相反。他們全都拒絕了，只有我沒有退縮，反而因此更有動力。我相信它能成為對那些仰仗仇恨來獲取力量之人的一種烙印。我因仇恨而感到軟弱。最打動我的是，片中（該死的）集中營裡孩子被小丑帶向焚化爐的橋段，這深深震撼了我。我很害怕，但你必須留下來戰勝恐懼，因為你有更重要的工作要做。用一個所有人都能理解的方式談這個計畫非常困難。——傑瑞·路易斯
他進一步談到題材帶來的衝擊和挑戰：「我對著鏡子和自己對話，說『有一天你會覺得好受些，隔天卻想嘔吐，因為讀劇本令人作嘔，而演出它則是雙倍的痛苦。』」 他還對《紐約時報》表示：「面對風險所需的勇氣中，有某種特殊之處……若不帶著恐懼與不確定去挑戰，我無法達到偉大。」
2013年1月12日，路易斯出席於洛杉磯無聲電影劇院舉辦的Cinefamily問答活動。當演員比爾·艾倫詢問：「我們有一天能看到《小丑哭泣的那天》嗎？」路易斯明確否認，並解釋該片永遠不會上映的原因：「就那部電影來說，我感到羞愧。我為這部作品感到丟臉，也慶幸自己有能力掌控它，不讓任何人看到它。它糟糕，糟糕，糟糕。」他隨後半開玩笑地補充：「不過我可以告訴你結局。」
之後在坎城影展宣傳《麥克斯·羅斯》時，路易斯再度被問及此片，他回應：「那是糟糕的作品。你永遠不會看到它，任何人都不會看到它。」同年，路易斯在接受《娛樂周刊》記者克里斯·納沙瓦蒂（Chris Nashawaty）訪問時談及外界對該片的種種揣測，他說：「我覺得這就像是糟糕的宣傳。」
它演變成今天這種狀況是不公平的——對這個計畫不公平，也對我善意的初衷不公平。」他補充表示，如今《小丑哭泣的那天》的惡名昭彰已到必須是「不是比《公民凯恩}》更好，就是成為任何人放映機中最糟糕的垃圾。」——傑瑞·路易斯
儘管如此，路易斯似乎仍樂於成為這部電影的守門人，並稱：「我聽到的越多，越覺得有趣。」

## 影響
根據《紐約客》的理查·布羅迪（Richard Brody）所言，該片對大屠殺的陰鬱描繪「至少是不尋常且具有原創性」。
2016年紀錄片《最後的笑聲》探討了大屠殺幽默的界限。喜劇演員大衛·克羅斯認為路易斯「實在太超前了。如果他晚了25年，那麼他就會跨越那些座位去領取他的奧斯卡金像獎。」 同樣地，艾米·華勒斯（Amy Wallace）在《GQ》中寫道：「他因嘗試將喜劇與終極悲劇結合而遭受無情批評。然而到了1999年，當羅貝托·貝尼尼的《美麗人生》以類似題材贏得三項奧斯卡獎時，許多人注意到路易斯其實早已嘗試過這件事。」
路易斯於2017年8月去世後，《紐約客》的布羅迪撰文再次寫道：

我不知道這部電影是否真如路易斯本人所說的那麼糟糕。重點是，在1970年代初期，當「大屠殺」這個詞幾乎不為人知，納粹德國屠殺六百萬猶太人的真實歷史鮮少被提及，那是在克勞德·朗茲曼拍攝《浩劫》之前，路易斯選擇挑戰這個題材。他或許天真地在其中加入了喜劇元素，也或許天真地用如此直接、毫不妥協的電影手法呈現這一切——但他同時踏入了其他導演不敢觸碰的領域，面對現代歷史中最恐怖的核心，直視它的恐怖。當擁有這樣的認知時，童年還能存在嗎？喜劇還能存在嗎？小丑在押送孩童走向死亡之路時扮演娛樂角色，其道德上的共謀以及自我鞭策的控訴，本身就是對自己以及當時娛樂界最嚴苛的挑戰之一。

路易斯站在好萊塢類型片發展的最前端，這類電影探討大屠殺事件及個人經歷。他之所以這樣做，是在一個學術界尚無大屠殺研究、對歐洲意第緒文化的消逝幾乎無認識、公共文獻有限，且僅有初步的倖存者證詞萌芽的時期。

## 放映與現存片段
1972年，佛蘭芒公共服務廣播機構BRT在節目《Première-Magazine》中播出了一部關於該片的紀錄片，內容包括在巴黎馬戲團拍攝的幕後花絮及部分帶聲音的拍攝片段。該紀錄片於四十年後的2012年再次播出。 同年，傑瑞·路易斯官方博物館網站表示：「此片因訴訟糾紛而被束縛……所有相關方始終未能達成協議。路易斯希望有朝一日能完成此片，該片至今仍是電影藝術的重要代表，卻懸置於國際訴訟的深淵中。」
2015年8月5日，《洛杉磯時報》報導路易斯將該片一份拷貝捐贈給美國國會圖書館，條件是該片在約十年內不得公開放映。 國會圖書館計畫最終在維吉尼亞州庫爾佩珀的影音保存中心放映此片。 國會圖書館策展人羅布·斯通（Rob Stone）表示，未經路易斯遺產方允許，圖書館不會將該片借給其他電影院或博物館，且無意以任何家庭媒體形式發行該片。
2016年2月3日，德國公共電視ARD播出了一部名為《Der Clown》的兩小時紀錄片，內容涵蓋訪談、31分鐘的原始電電影段、以及部分根據原劇本重新演繹的場景（由部分當年參與拍攝的瑞典演員出演），還包括對傑瑞·路易斯的訪問。該紀錄片後來推出DVD，並在德國電影學院放映。《Der Clown》曾被上傳至網路，但後被移除。
2018年12月，《紐約時報》報導國會圖書館策展人羅布·斯通（Rob Stone）表示，國會圖書館並未持有該片的完整拷貝。同年，路易斯遺產公開拍賣了該片附註解的原始劇本、場景拍攝的寶麗來照片以及部分原始服裝。2024年8月，美國國會圖書館向《新共和》記者班傑明·查爾斯·傑曼·李（Benjamin Charles Germain Lee）私下放映了該片的全部電影。李在報導中形容這場約五小時的放映片段「零碎且不連貫，有時無聲，大多是幕後花絮，以及少數電影尾聲重複多次的鏡頭」，總結國會圖書館典藏中「並不存在該片的完成版本」。
2024年9月，關於該片的紀錄片《從黑暗走向光明》於威尼斯影展首映，並收錄了數段原始片段。
2025年5月28日，瑞典演員漢斯·克里斯平宣稱持有該片的完整工作拷貝本，並向記者展示了相關證明。 6月17日，有報導稱該片已以「適中價格」售出，但克里斯平未透露買家身份。

## 重拍計畫
吉姆·賴特（Jim Wright）曾向媒體透露，他計畫製作《小丑哭泣的那天》的新版本，並表示心目中的理想主演是理查德·伯頓。雖然此計畫一度引發關注，但在籌備階段並無實質進展。
1991年，製片人邁克爾·巴克萊（Michael Barclay）宣布，他與特克斯·魯德洛夫（Tex Rudloff）據傳是在華盛頓特區說客傑克·阿布拉莫夫協助下與俄羅斯的列寧格勒電影製片廠合作，籌備重拍版本。據傳羅賓·威廉斯曾受邀主演並收到劇本副本，導演則可能由曾執導《天選者》（1981年）的傑里米·凱根擔任。然而，該計畫最終未獲正式批准便告終止。1994年，威廉·赫特也曾被考慮出演該角色，但依舊未能成行。
到了1990年代末，由於兩部具有相似題材的電影《美麗人生》（1997年）與《善意的謊言》（1999年）相繼上映，媒體再度引發對《小丑哭泣的那天》的討論。 值得一提的是，《善意的謊言》的主演正是威廉斯，他早前也與該重拍計畫有關。此外，2009年的電影《亞當復活》，改編自約拉姆·卡尼烏克（Yoram Kaniuk）1968年同名小說，也常被拿來與本片作比較。

## 另見
- 大屠殺電影列表（英语：List of Holocaust films）
- 第二次世界大戰電影列表（英语：List of World War II films）

## 外部連結
- 互联网电影数据库（IMDb）上《小丑哭泣的那天》的资料（英文）
- Jerry Lewis' The Day the Clown Cried Revealed!, Film Threat
- Film summary from The Official Jerry Lewis Comedy Museum
- "Jerry Lewis Goes to Death Camp" 1992 Spy magazine article on The Day the Clown Cried, including commentary from cast members and people who purport to have seen the rough cut
- .   [2013-08-12].
- Enk, Bryan. . Yahoo news. 2013-08-12  [2013-08-12].
- Handy, Bruce. . Vanity Fair. 2017-08-21.